# 발렌슈타인 (희곡 삼부작)

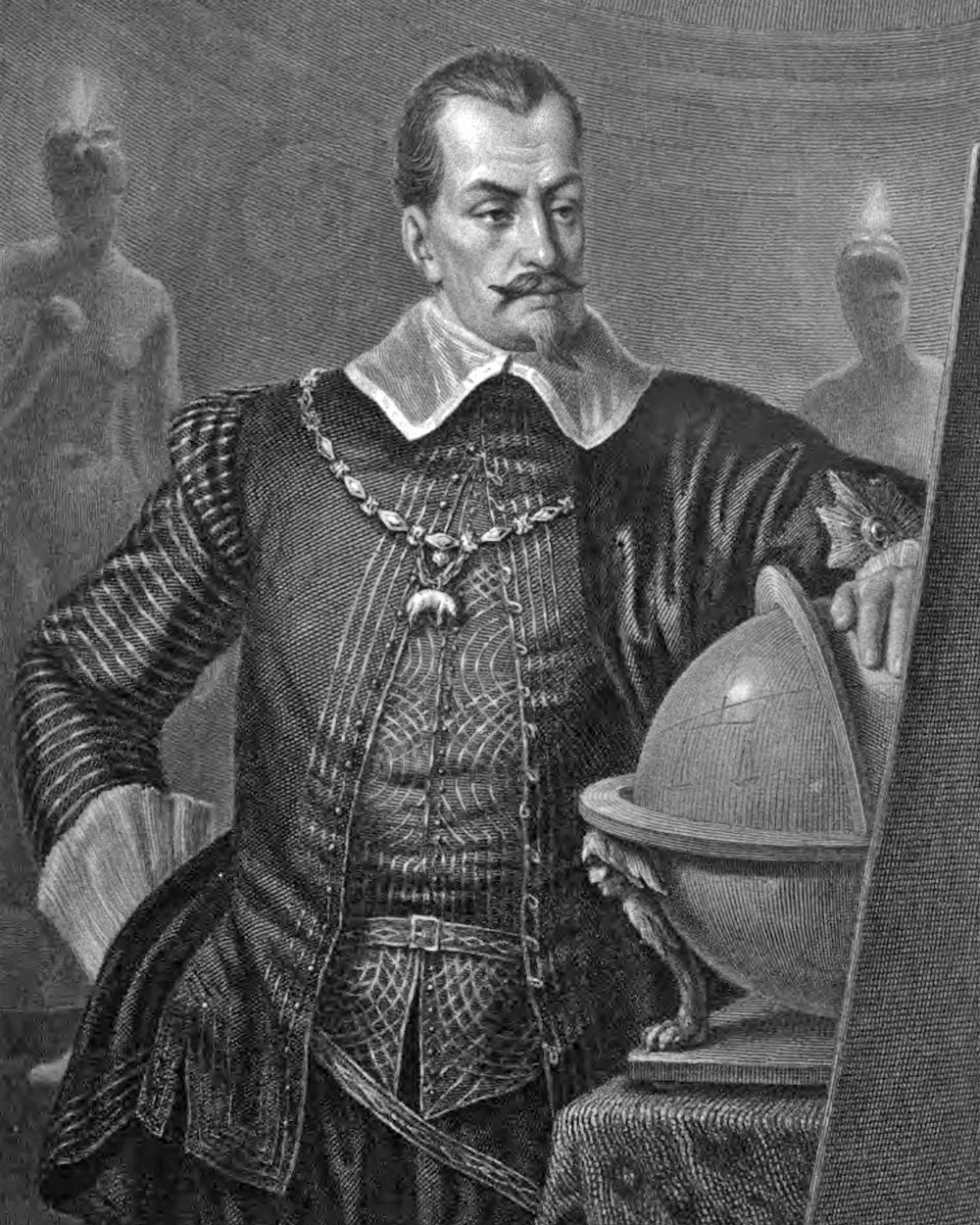

《발렌슈타인》(Wallenstein)은 프리드리히 실러가 9년 만에 집필을 재개해 3년 만에 완성한 3부작 드라마다. 방대한 사료적 지식을 바탕으로 거대한 역사적 인물 ‘발렌슈타인’을 비극의 주인공으로 무대 위에서 입체감 있게 되살려 낸 대작이다.

## 배경
실러의 ≪발렌슈타인≫ 3부작은 독일 문학사에서 처음 이루어진 쾌거였으며, 이 작품을 통해 실러는 자신의 본령인 희곡 작가로 복귀하는 데 성공했다. 이것은 소위 시민 비극과는 차원이 다른 역사 비극으로, 그리스 비극이나 셰익스피어 비극과 비견할 수 있는 희곡이 독일 작가에 의해 처음으로 창작된 것이다.
실러는 공연을 관람하러 온 프로이센 왕에게 소개되었고, 역시 공연을 본 스웨덴 왕에게서 귀한 다이아 반지를 하사받았다. 페테르부르크의 러시아 황실에서도 공연 소식을 듣고 방문을 예고했다. 초연을 보고 빌헬름 폰 훔볼트는 감격해서 실러에게 편지를 썼다.
이제까지 아무도 이렇게 많은 군중을 동원한 사람은 없었습니다. 이제까지 아무도 이렇게 광범위한 소재를 선택한 사람은 없습니다.

바이마르에서 대대적인 성공을 거둔 ≪발렌슈타인≫은 1799년 베를린 공연을 시작으로 라이프치히(1800), 함부르크(1806) 등지에서 공연되었고 마침내 독일어권 극장의 레퍼토리로 자리를 잡아 갔다. 그러나 3부작이라는 분량 때문에 공연에 문제가 생긴다. 처음에는 3부작을 3일에 걸쳐서 공연하다가 그 후엔 ＜발렌슈타인의 진영＞과 ＜피콜로미니＞를 첫날 공연하고 둘째 날엔 ＜발렌슈타인의 죽음＞을 공연하는 방식이 시도되기도 했다. 하지만 관객 입장에서 이틀 또는 사흘에 걸쳐 공연을 보기란 쉬운 일이 아니다. 이미 실러도 이런 문제점을 인식하고 함부르크 공연을 위해 많은 부분을 생략해서 1회용 대본을 만든 바 있다. 애석하게도 이 대본은 분실되었다가 1958년에 재발견되었기 때문에 그동안 여러 가지 1회 공연용 대본이 나왔다. ≪발렌슈타인≫은 책으로 출간되어서도 호평을 받아 판을 거듭했다. 오늘날도 ≪발렌슈타인≫은 독일어권 무대에서 계속 공연되며 괴테의 ＜파우스트＞와 함께 김나지움의 독일어 교재로 읽히고 있다.